# Bánh bèo
Le bánh bèo, est un plat populaire du centre du Viêt Nam, notamment de la ville de Hué. Le nom de ce plat pourrait se traduire par : « gâteau de fougère d'eau ». Les gâteaux sont faits à partir d'un mélange de farine de riz et de tapioca. C'est l'un des plats vendus dans la rue les plus populaires au Vietnam. Les ingrédients varient d'une région à l'autre, mais on retrouve souvent les ingrédients suivants : gâteau de riz, crevettes séchées et peau de porc croustillante (ville de Hué) ou porc haché aux crevettes (province de Quảng Nam), huile d'oignon et sauce. Ce plat peut être consommé comme un plat principal ou un accompagnement.

## Un plat d'entrée typique deHuế
C'est une entrée en forme de bèo (une espèce de lentille d'eau) qui est faite de pâte farine de riz moulée dans les petits bols de sauce et cuite à la vapeur, qu'on appelle par un nom populaire « bánh bèo chén,. »
On peut les enlever[pas clair], puis en mettre une dizaine sur une assiette, saupoudrer de rousong de crevette, de ciboule émincée, de petits cubes de pain frit (à la place des petits morceaux de peau de porc frits croustillants); ils sont souvent accompagnés de quelques bánh ít trần et bánh bột lộc.
Le plus important du bánh bèo est le nước mắm préparé à la huếmienne, du nước mắm brut dilué avec un peu d'eau, du sucre, 
du jus de citron et très relevé avec des tranches de gros piment corne de buffle qu'on verse directement sur le bánh bèo.
Vers le sud, le bánh bèo varie à chaque localité ou province. On étale un peu de pâte mungo au bánh bèo et des ingrédients semblables et le nước mắm est aigre doux, sucré et moins pimenté[pas clair]. Dans quelques marchés à Saïgon, il existe du bánh bèo sucré de cassonade au lait de coco qu'on déguste en guise de friandise. 

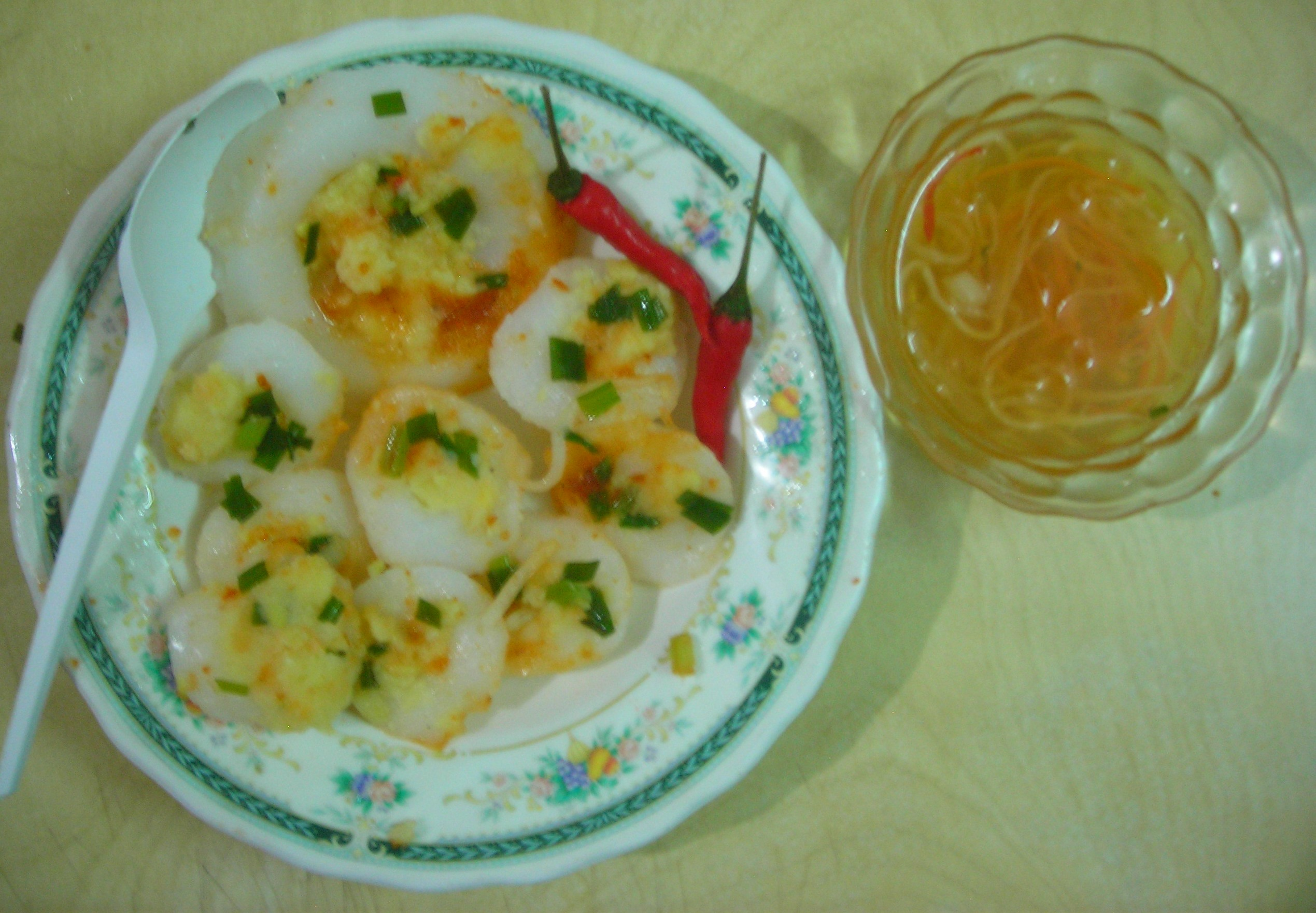
Bánh bèo de Hô-Chi-Minh-Ville.

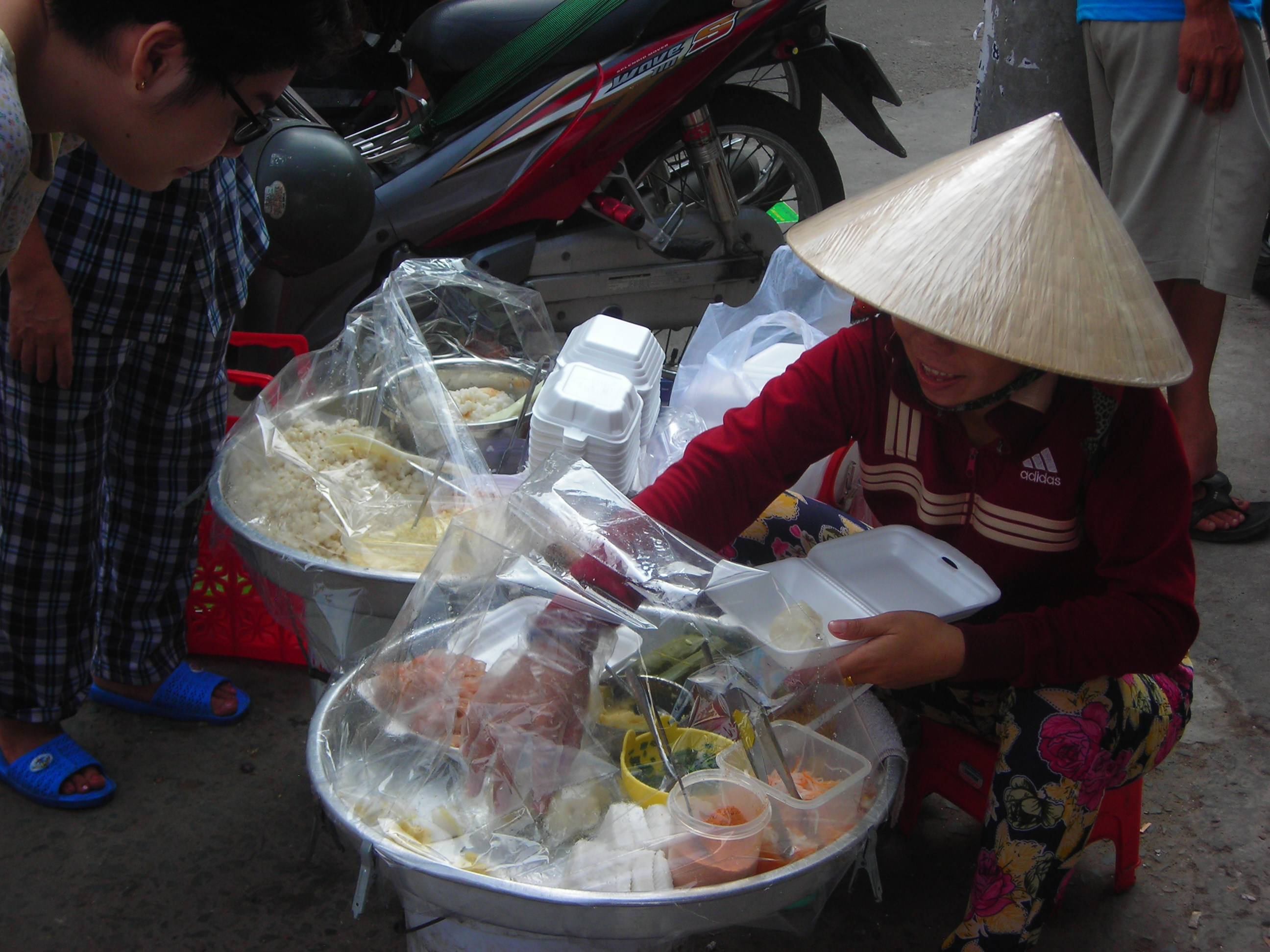
Vendeuse ambulante de bánh.

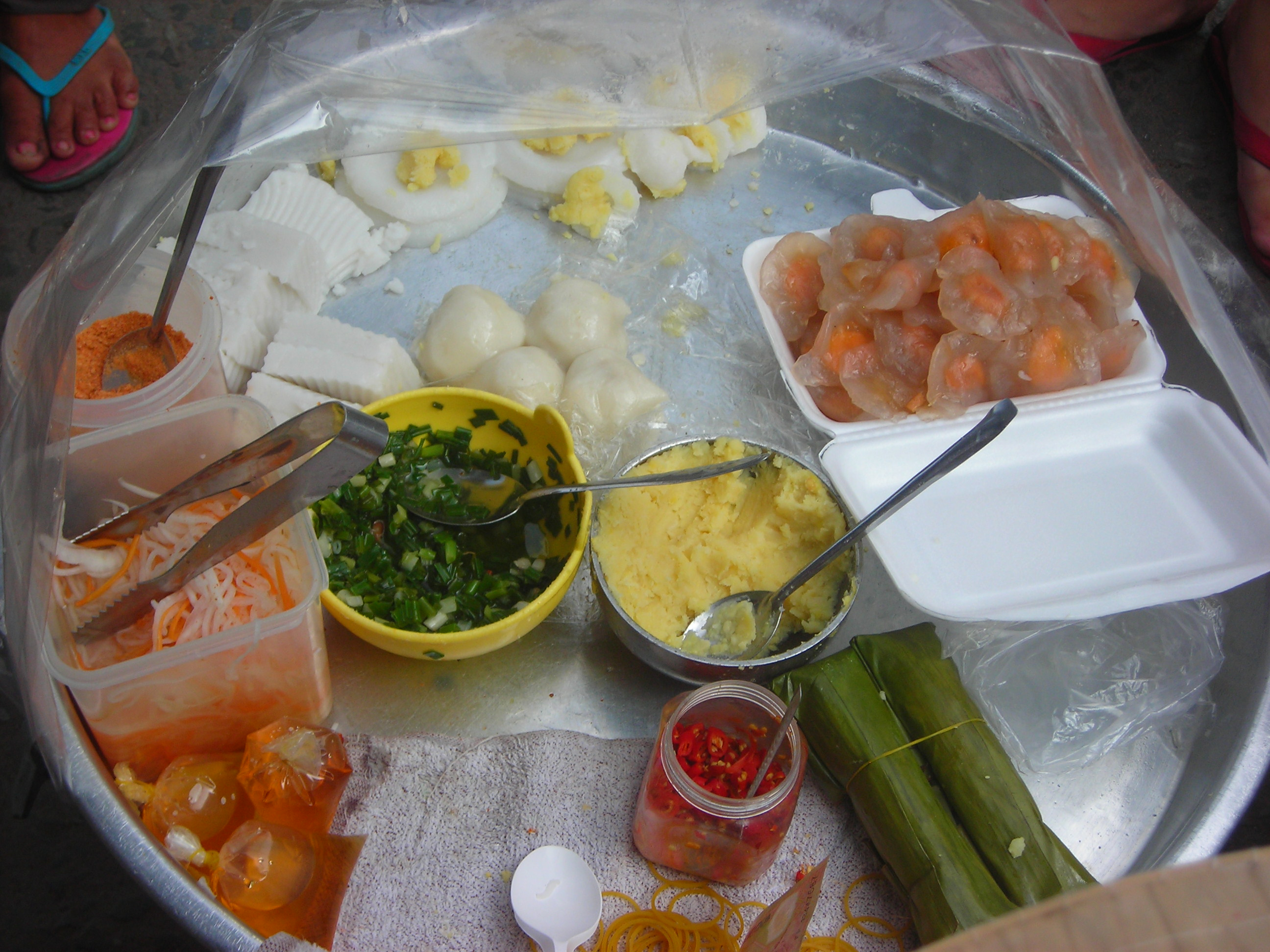
Plateau de bánh bèo (en haut), bánh đúc (gauche), bánh ít trần (centre), bánh bột lọc (droite) et des ingrédients.

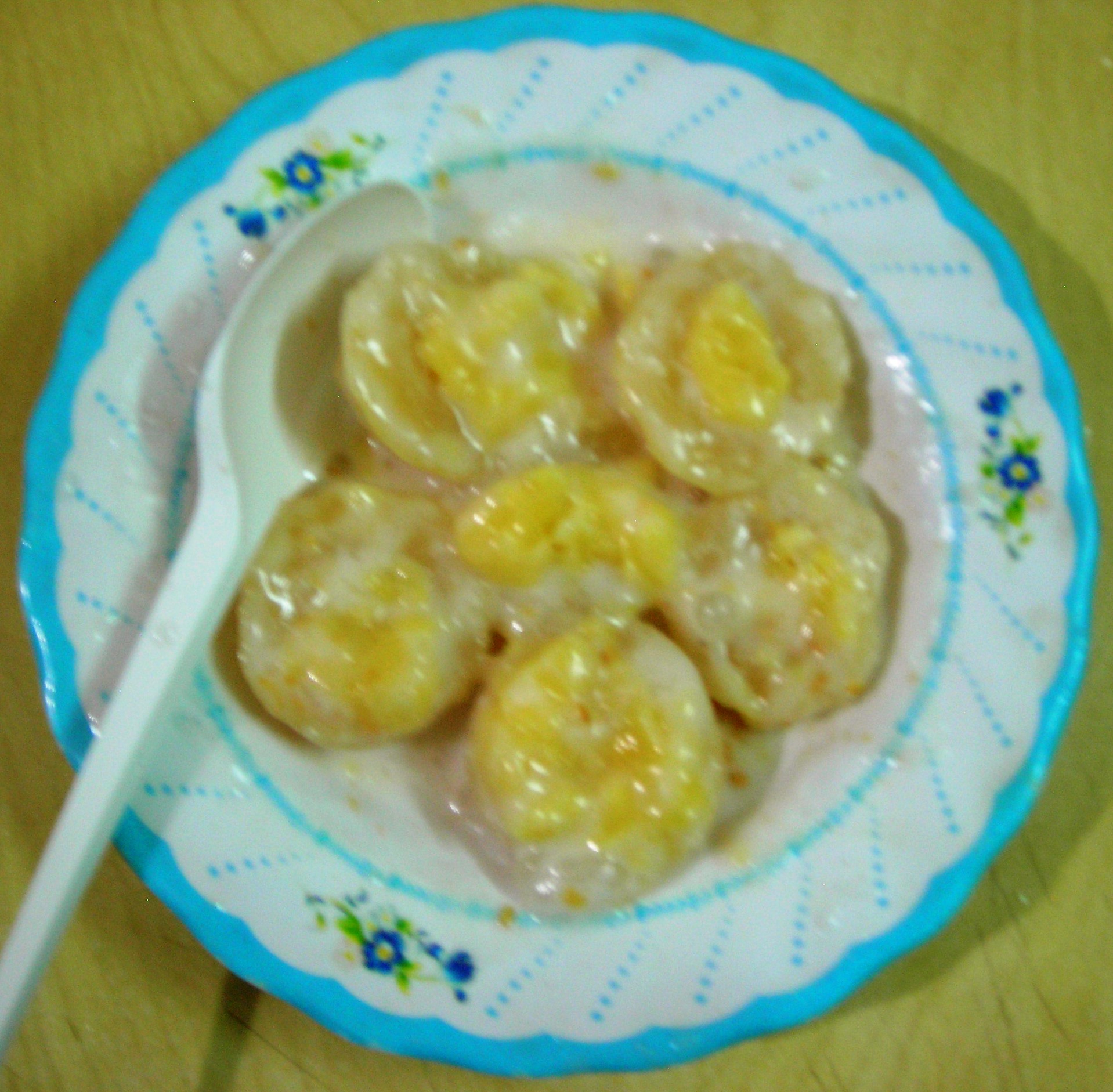
Bánh bèo sucré.